# روبرت روبرتس (كاتب)
كان روبرت روبرتس (15 يونيو 1905 – 17 سبتمبر 1974) مدرسًا للغة الإنجليزية وكاتبًا ومؤرخًا اجتماعيًا، كتب روايات مفعمة بالصور الحية عن شبابه كفرد في الطبقة العاملة من خلال العشوائيات الكلاسيكية (1971) ورحلة الدراسة التعبة (1976).
وُلد روبرتس وترعرع في منطقة معدمة في سالفورد بشقةٍ فوق متجر والديه البسيط، وترك المدرسة في سن الرابعة ليلتحق بنظام تدريب مهني في صقل النحاس لمدة سبع سنوات. استُغل كيدٍ عاملة رخيصة من أجل القيام بمهام خدمية، وفُصل عندما انتهت فترة التدريب المهني عام 1926. ورث روبرتس حب والدته للقراءة والسياسة الاشتراكية؛ أمضى السنوات الثلاث التالية عاطلًا عن العمل، فالتحق بصفوف مسائية لتعلم اللغات الأجنبية والتاريخ الاجتماعي.
عُين عام 1929 مدرسًا في إحدى الكليات التجارية. وفُصل من عمله هذا عام 1940 عندما أُعفي من الخدمة العسكرية في الحرب العالمية الثانية لاستخدامه حق الاستنكاف الضميري، فضلًا عن كونه أمميًا مخلصًا. بعد فترة قصيرة من التدريس في ليفربول، أمضى معظم أربعينيات وخمسينيات القرن العشرين يعمل في مزرعة أحد الأقارب في يوركشاير ويعطي دروسًا في دورات تعليم الراشدين ويكتب للإذاعة والدوريات الصحفية. وفي عام 1957، عُين مسؤولًا تعليميًا في سجن سترينج ويز في مانشستر حيث علم السجناء الأميين القراءة والكتابة، فكانت التجربة التي شكلت أساس كتابه الأول، الألسنة المسجونة (1968).
وفي عام 1971، ألحق روبرتس كتابه الأول بكتاب العشوائيات الكلاسيكية، سردٌ مزجه مع التاريخ الاجتماعي والشفوي وتحدث فيه عن نشأته في سالفورد خلال العصر الإدواردي. أعد روبرتس الكتاب لمواجهة ما رأى أنه يحيط بمجتمع الطبقة العاملة من مفاهيم رومانسية في دراسات التاريخ الاجتماعي وعلم الاجتماع بعد الحرب؛ وإن ركز في كتابه على قوة العديد من الشخصيات الفردية، فقد سلط الضوء على الآثار السائدة والمدمرة في كثير من الأحيان للفقر، فضلًا عما برز بين سكان «العشوائيات» حوله من رجعية وفوارق معقدة في الوضع الاجتماعي. أشاد الكثيرون بهذا السرد المحكم عقب إصداره، وأصبح مصدرًا رئيسيًا لفهم تجربة الطبقة العاملة في إنجلترا في أوائل القرن العشرين. انتقل روبرتس بعدها بعامين إلى هامبشاير حيث توفي عام 1974. نُشرت سيرته الذاتية، رحلة الدراسة التعبة، بعد وفاته؛ لقي استحسانًا أيضًا، فقد كان سردًا ذو طابع شخصي أكثر عن طفولته ومراهقته وسني شبابه الأولى.

## عمله

### الألسنة المسجونة (1968)
كان كتاب الألسنة المسجونة أول كتاب لروبرتس. نشرته مطبعة جامعة مانشستر عام 1968، وقدم فيه سردًا عن تجاربه في تعليم السجناء الأميين وذوي الإلمام المحدود بأصول القراءة والكتابة. أعطى دروسًا ساعية في دورات مدتها 16 أسبوعًا. يوضح في الفصل الأول قائلًا: «حاولت أن أضع سردًا لتجربتي الخاصة إذ يبدو أنه لم يُكتب سوى القليل عن تعليم الأميين والمتخلفين تربويًا في السجن، فأملت بذلك أن يكون مفيدًا للمعلمين وغيرهم من الوافدين الجدد إلى دائرة السجون». دعا روبرتس إلى برنامج تعليمي يلتحق المبتدئون من خلاله بفصل دراسي صغير ومن ثم يتقدمون إلى دورات جماعية أكبر ما إن يُتقنوا الأساسيات. وتضمن الكتاب فصولًا عن انتماءات السجناء، والاستعانة بتمثيل الأدوار وأساليب التدريس الجماعي وطرق التواصل وإشراك موظفي السجن، بالإضافة إلى قاموس للمصطلحات العامية.
:كتب بّي. جيه. مونكوس في صحيفة الغارديان مشيدًا بالكتاب لأسلوبه الواقعي «الحيوي» وتفهمه المتعاطف. وفي المجلة البريطانية للعمل الاجتماعي النفساني، أثنى إي. إي. إيرفين على أسلوب روبرتس «الثرثار» والمجموعة الغنية من النوادر. رأى أن الكتاب سيكون مطالعة «نيرة» لضباط رعاية السجون الجدد وأن أسلوب روبرتس بإشراك السجناء في الكتابة الإبداعية كان مثيرًا للاهتمام بشكل خاص. أشاد توني باركر، الذي كتب في المجلة البريطانية لعلم الجريمة، بالكتاب أيضًا لأنه ألقى الضوء على حياة السجناء وتجاربهم بطريقة فيها تفهم متعاطف. ووصف أساليب روبرتس بأنها «مشوقة»، رغم أنه اعترض على الطريقة التي استبقى بها روبرتس على نبرة السجناء في حديث مسجل. وعلى النقيض من ذلك، اعتقد جون غان (في المجلة البريطانية للطب النفسي) أن الكتاب لم يحقق هدفه المتمثل في استقراء علم اجتماع السجون بسبب «أسلوبه» المحدود: ففي رأيه، كانت موضوعاته متخلفة وحبكته اعتباطية والاقتباسات الطويلة مشتتة للانتباه. كان يفضل المزيد من الإحصائيات، لكنه اعترف بأن العمل يحتوي على نصائح عملية مفيدة حول إدارة السجون، وكان محقًا في التشديد على مواضيع التواصل بين السجناء والأطباء النفسيين، وشمل مقتطفات «مضيئة» عن عمل السجناء. وكتب الناقد الأدبي جيه. جي. ميتشل أيضًا أن مزيدًا من المعلومات الإحصائية كانت ستحسن العمل، لكن توصيفات روبرتس لتجارب السجناء وخلاصاته عن أعمالهم كانت «مواطن القوة» في الكتاب. رأى ميتشل أن طريقة روبرتس في التدريس (أسلوب انظر وقل) بالية ولاحظ رفضه لنهج السمعيات الجديد.

### العشوائيات الكلاسيكية (1971)
صدر كتاب العشوائيات الكلاسيكية: الحياة في سالفورد في الربع الأول من القرن عن مطبعة جامعة مانشستر في عام 1971 وطُبع ثانيةً عن طريق دار بيلكان للنشر (1978) ودار بنجوين للنشر (1990). ومزج بين السيرة الذاتية والتاريخ الاجتماعي والتاريخ الشفوي، فقدم سردًا عن «قرية» سالفورد من طفولة روبرتس ومراهقته. يوضح روبرتس في المقدمة أنه كتب الكتاب لأن توصيفات حياة الطبقة العاملة في تلك الفترة «افتقرت بطبيعة الحال إلى الواقعية التي قد تعطيها التجربة المباشرة؛ قلة من المؤرخين أبناء عمال». كان يأمل أنه سيتمكن من تقديم مثل هذا الوصف، لأنه نشأ في تلك البيئة. استطلعت فصوله، المرتبة حسب الموضوع، البنية الطبقية «للعشوائيات»، وممتلكات سكانها وثقافتهم المادية، وآدابهم، وطعامهم وشرابهم، وثقافتهم، وتعليمهم. ناقش فصل آخر السجن وقانون الفقراء. ركز الفصلان الأخيران من الكتاب على الحرب العالمية الأولى وتداعياتها. وثمة ثلاثة ملاحق تحوي كل منها على قصة قصيرة: «جولة منظمة» وتروي قصة طفلين يستكشفان بيئتهما، وكانت «النزق» حول صبي في مكتبة، وتتبعت «الفطر البرونزي» عاملًا يعمل بالنحاس في منتصف ثمانينيات القرن التاسع عشر. تضمن الكتاب أفكارًا عن الطفولة وتجارب النساء والنشاط الجنسي ومعاداة السامية والعنصرية والسياسة والأخلاق والدين؛ أوضح الكتاب أيضًا حجة روبرتس القائلة بأن الحرب العالمية الأولى قد غيرت الحياة المادية والاجتماعية والسياسية للسكان تغييرًا عميقًا ودائمًا.